# Porte-lance de Jeanne
Doryfera johannae
Espèce
Répartition géographique
Statut de conservation UICN

 LC  : Préoccupation mineure
Statut CITES
Le Porte-lance de Jeanne (Doryfera johannae) est une espèce de colibris de la sous-famille des Polytminae.
Son nom est dédié à la fille de George Loddiges.

## Distribution
Le Porte-lance de Jeanne se trouve au Venezuela, au Guyana, au Brésil, en Colombie, en Équateur et au Pérou.